# Luces (Lastres)
Luces (Lluces en idioma asturiano y oficialmente)  es una localidad española perteneciente a la parroquia de Lastres, en el concejo de Colunga, Principado de Asturias.
Luces está situado a 3 km de Lastres, y a 5 km de Colunga, que es la capital del concejo. Limita al norte con el mar Cantábrico, al este con Lastres y al oeste con Lue. En esta localidad se ubican el Faro de Lastres y el Palacio de Luces.
Celebras la fiesta de San Isidro Labrador, el patrón de los labradores.
Tiene varios sitios de interés, como un par de capillas (de San Isidro y San Antonio), el Faro de Lastres, y el Palacio de Luces.